# Offensive de Baranavitchy
Première Guerre mondiale
Batailles
Front d'Europe de l’Est
- Stallupönen (08-1914)
- Gumbinnen (08-1914)
- Tannenberg (08-1914)
- Île d'Odensholm (08-1914)
- Lemberg (08-1914)
- Krasnik (08-1914)
- Komarów (08-1914)
- Lacs de Mazurie (I) (09-1914)
- Przemyśl (09-1914)
- Vistule (09-1914)
- Łódź (11-1914)
- Limanowa (12-1914)
- Bolimov (01-1915)
- Zwinin (02-1915)
- Lacs de Mazurie (II) (02-1915)
- Przasnysz (02-03-1915)
- Schaulen (04-07-1915)
- Gorlice-Tarnów (05-1915)
- Boug (06-08-1915)
- Narew (07-08-1915)
- Novogeorgievsk (08-1915)
- Varsovie (08-1915)
- Sventiany (09-1915)
- Lac Narotch (03-1916)
- Offensive Broussilov (06-1916)
- Offensive de Baranavitchy (07-1916)
- Turtucaia (09-1916)
- Offensive Flămânda (09-1916)
- Argeș (12-1916)
- Offensive Kerenski (07-1917)
- Bataille de Riga (09-1917)
- Opération Albion (09-10-1917)
- Mărășești (08-1917)
- Traité de Brest-Litovsk (03-1918)
- Traité de Brest-Litovsk (03-1918)
- Bakhmatch (03-1918)

Front d'Europe de l’Ouest
Front italien
Front des Balkans
Front du Moyen-Orient
Front africain
Bataille de l'Atlantique
L'offensive de Baranavitchy ou la bataille de Baranavitchy en Biélorussie en juillet 1916 a conduit à une lourde défaite de l'armée impériale russe.

## Situation initiale

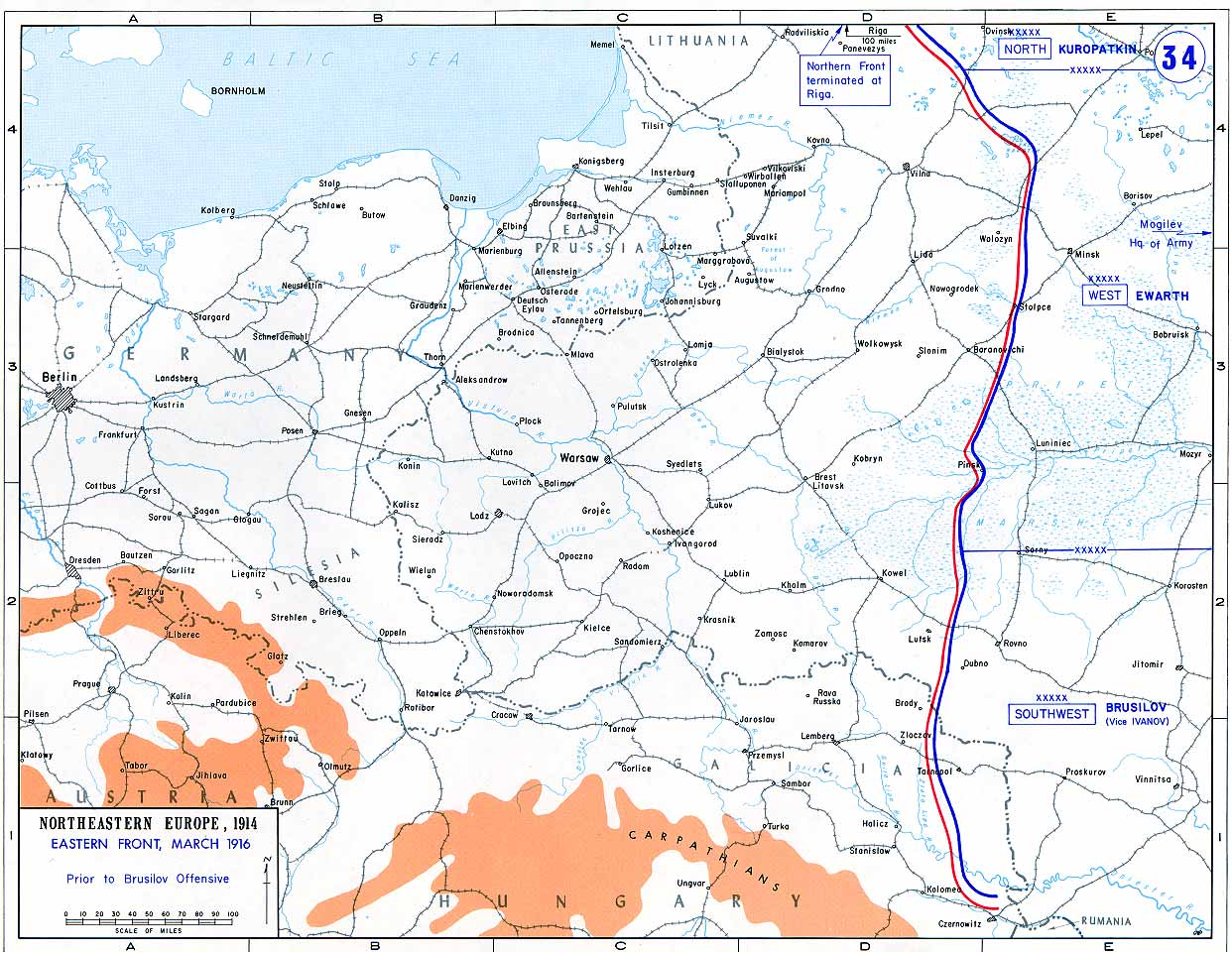
Le front de l'Est avant les offensives, Pinsk et Kovel dans les marais de Pripyat, au sud de celui-ci l'offensive Broussilov et au nord l'offensive de Baranavitchy

Presque simultanément avec l'offensive Broussilov au sud-est, la bataille de la Somme au nord-ouest et la bataille de Verdun au sud-ouest, l'offensive de Baranavitchy est une offensive de grande envergure au nord-est destinée à menacer les puissances centrales de toutes parts et mettre fin à la guerre pour finir victorieuse cette année.
Le groupe d'armées germano-autrichien Linsingen subit de lourdes pertes lors des attaques du front sud-ouest russe sous les ordres du général Broussilov dans la région de Luzk, tout le front de la 4e armée austro-hongroise a été envahie et presque toutes ses troupes ont été faites prisonnières. Au cours de cette situation tendue dans le secteur sud, la Stavka ordonne également au front occidental russe du général Evert d'attaquer. L'objectif est non seulement d'empêcher la 9e armée allemande de libérer ses réserves pour la section menacée au sud, mais aussi de faire tomber le front est central. L'attaque principale de la 4e armée russe sous les ordres d'Alexandre Ragosa au nord-est et au sud de Baranavitchy est dirigée contre le front du détachement d'armée Woyrsch. Sur le secteur sud de l'attaque, l'aile nord de la voisine 3e armée russe du général d'infanterie Leonid Lesch doit soutenir cette attaque par des avancées tactiques contre le front du corps allemand des Beskides.

## Emplacement
Les champs de bataille de l'offensive de Baranavitchy et de l'offensive Broussilov sont séparés par les marais de Pripiat, qui peuvent être tenus de part et d'autre avec peu d'effort et inadaptés à des activités militaires à longue portée et globales.

## Progression

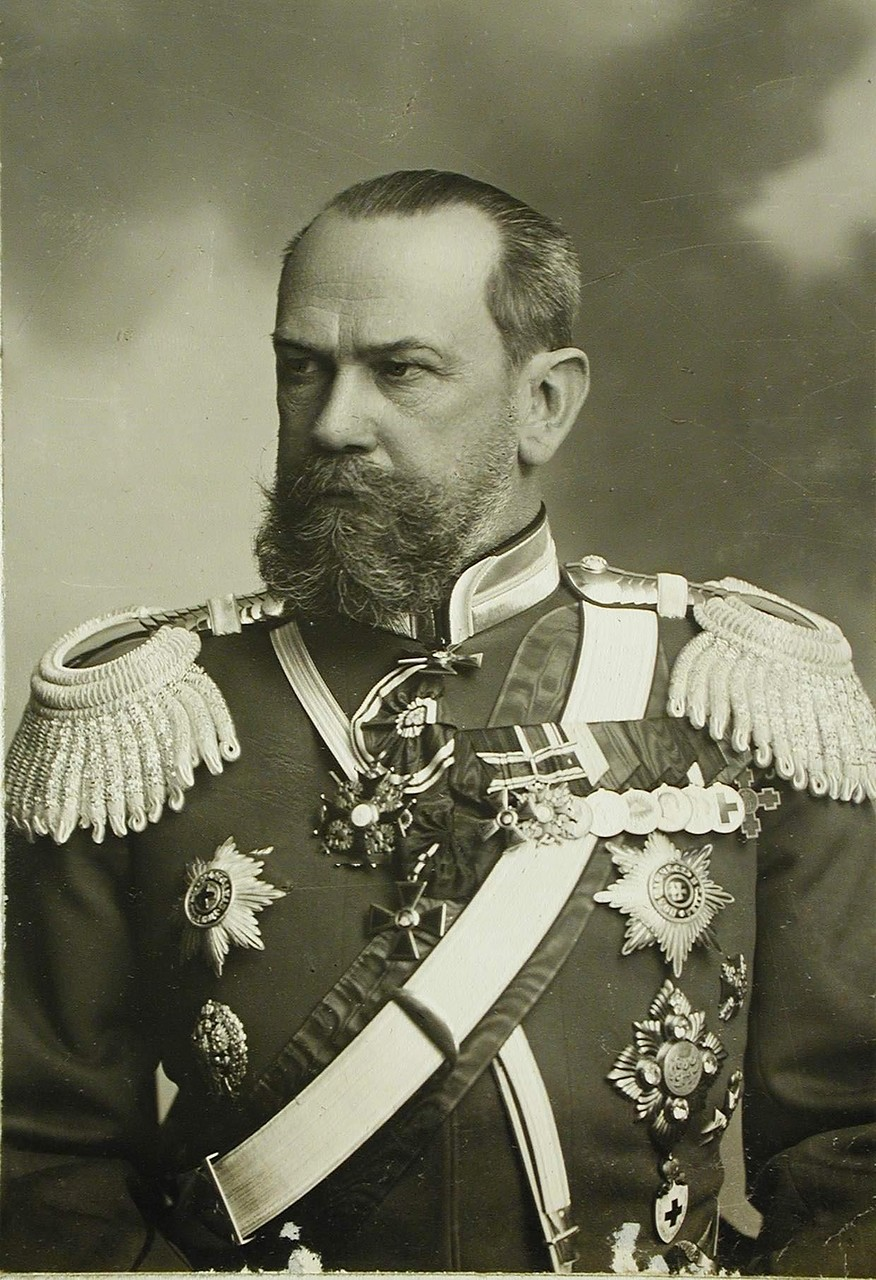
Alexeï Evert, commandant en chef du front occidental russe

Le 2 juillet, le général Ragosa a terminé son déploiement. Sur l'aile nord de la zone d'attaque, en face du 12e corps d'armée, la division de l'armée de terre s'est déployée. La 3e division de grenadiers russe, sous les ordres du général von Henriquez, a pris position jusqu'au nord de Zirin. Derrière elle, le 25e corps d'armée, qui se tient prêt à la repousser, constitue la réserve de l'armée. Le 3e corps caucasien, avec la 21e division en tête et la 52e division dans la deuxième rencontre, est engagé contre la ligne entre Kartcheva et Servetch-Knie. En face de Skrobowa, le 35e corps russe doit attaquer avec la 55e et la 67e division. Ensuite, la section du 9e corps d'armée (85e et 42e divisions) suit jusqu'à Saossje, son adversaire étant le corps de Landwehr.
Le corps de grenadiers russes se dirige vers le sud, en face du lac Koldychevo, avec la 81e division à droite, puis la 1re division de grenadiers au nord et la 2e division au sud de la ligne de chemin de fer Kraschin-Baranovitchi. En face de la 3e division de Landwehr  se trouve la 10e division russe. Le 3e corps (9e et 31e divisions), renforcé sur l'aile gauche du corps par la 11e division sibérienne, est engagé. Derrière, le 1er corps d'armée turkestanais a été amené comme corps de percée.
L'offensive principale russe du 3 juillet touche les positions de la 3e division de Landwehr dans le secteur Darowo-Labusy. Le 12e corps autrichien, situé plus au nord, est également attaqué. Les positions des 16e et 35e divisions autrichiennes entre la Wygoda et Skrbowa sont enfoncées. La contre-attaque de la 5e division de réserve maîtrise la situation critique le 4 juillet.
Le 5 juillet, la situation du corps de Landwehr peut également être considérée comme rétablie après la récupération de la hauteur perdue de Darowo. Le 7 juillet, la 4e division de Landwehr (de), attaquée à Kraschin-Odochovschina, repousse les tentatives de percée de l'ennemi. Entre le 25 et le 29 juillet 1916, les troupes russes renouvèlent leurs attaques, qui sont à nouveau repoussées par la 3e division de Landwehr.

## Suites
Elle se termine pour les forces russes de la même manière que l'offensive du lac Narotch précédemment achevée : malgré de multiples supériorités, la bataille est perdue pour l'empire russe avec la perte de nombreux soldats.